# Kleiner Eyberg
Der Kleine Eyberg ist ein 425,4 Meter hoher Berg im Pfälzerwald.

## Geographie

### Lage
Der Berg befindet sich im Südwesten der Waldgemarkung der Stadt Dahn. Lediglich ein kleiner Teil der Südostflanke  gehört bereits zu Bruchweiler-Bärenbach; dort befindet sich der Wohnplatz Reinigshof sowie in dessen unmittelbarer Nachbarschaft die vom Deutschen Alpenverein betriebene Ludwigshafener Hütte. 
Südwestlich des Bergs erstreckt sich der Große Eyberg (513 m ü. NN), wodurch er lediglich eine geringe Dominanz besitzt. Weitere benachbarte Berge sind im Süden der Rechelstein (440,4 m), der Rauhberg (352,1 m) im Südosten, der Grauberg (291 m), im Norden das Zwirbelsköpfchen (341 m) und im Nordwesten das Große Taubeneck (378,8 m).

### Naturräumliche Zuordnung
1. Großregion 1. Ordnung: Schichtstufenland beiderseits des Oberrheingrabens
2. Großregion 2. Ordnung: Pfälzisch-saarländisches Schichtstufenland
3. Großregion 3. Ordnung: Pfälzerwald
4. Region 4. Ordnung (Haupteinheit): Wasgau
5. Region 5. Ordnung: Dahner Felsenland

## Tourismus
Entlang seiner Nordwestflanke verläuft die östliche Fortsetzung des Höcherbergweges, die die Markierung „rot-weißer Balken“ trägt, aentlang seiner Nordflanke führt die Eyberg-Tour und entlang seiner Ostflanke die Kaiser-Tour.
Die Tour 13 des Mountainbikepark Pfälzerwald umkurvt den Kleinen Eyberg nördlich, östlich und südlich. Zudem befindet sich an der Nordostflanke des Bergs der Wanderparkplatz Dahn (Kleiner Eyberg)